# Trans-Europe Express (album)
Pour les articles homonymes, voir Trans-Europ-Express (homonymie).
Albums de Kraftwerk
Radio-Activity
(1975) The Man-Machine
(1978)
Singles
1. Trans-Europe-Express
Sortie : avril 1977
2. Showroom Dummies
Sortie : août 1977

Trans-Europe Express (en version allemande : Trans Europa Express) est le sixième album studio du groupe allemand de musique électronique Kraftwerk.
Conceptuellement, il s'agit du 3e album du Catalogue officiel de Kraftwerk. Enregistré au cours de l'année 1976 à Düsseldorf (Allemagne), l'album est sorti en mars 1977 au label Kling Klang propre à Kraftwerk.
À l'instar de ses successeurs, cet album existe à la fois en version originale allemande et en version internationale, avec des titres respectivement chantés en allemand et en anglais. L'édition française de l'album se démarque de l'internationale, car elle contient un titre chanté en français : Les Mannequins (Schaufensterpuppen en allemand, Showroom Dummies en anglais). Concernant la pochette, la version française est pratiquement la même que la version allemande, alors que la version internationale a une pochette différente, en recto et verso notamment.
Sur cet album dédié aux trains du même nom et à l'Europe, Kraftwerk s'éloigne une fois de plus de ses racines krautrock et poursuit dans la lignée des deux premiers albums du Catalogue en proposant des chansons expérimentales au format proche de la pop, influençant par ailleurs les futurs mouvements synthpop et new wave.

## Parution
Trans-Europe Express est initialement sorti en mars 1977. Avec l'aide de Günther Fröhling, Kraftwerk a tourné un clip vidéo promotionnel pour la chanson-titre, présentant le groupe portant de longs manteaux lors d'un voyage en train de Düsseldorf à proximité de Duisbourg. Des photos du clip furent utilisés pour la pochette du single de Showroom Dummies,. Fröhling travaillera à nouveau avec le groupe concernant la photographie de la pochette de l'album The Man-Machine .

## Accueil

### Réception commerciale
Trans-Europe Express a connu un classement supérieur aux États-Unis que Radio-Activity, le précédent album de Kraftwerk, atteignant la 119e place au classement Billboard 200,. Les titres Trans-Europe Express et Showroom Dummies sortis en singles comme extraits de l'album. Trans-Europe Express entre dans le Billboard Hot 100, où il parvient à atteindre la 67e place. L'album ne s'est classé au Royaume-Uni que dans les années 1980, entrant dans les charts le 6 février 1982. Il y reste durant sept semaines et atteignant la 49e place. Le single Showroom Dummies entre au UK Singles Chart à partir du 20 février 1982 et y reste durant cinq semaines, dont une à la 25e place.

## Liste des titres
| 1. | Europe Endless       | Ralf Hütter, Florian Schneider              | 9:35 |
| 2. | Hall of Mirrors      | Ralf Hütter, Florian Schneider, Emil Schult | 7:50 |
| 3. | Les Mannequins       | Ralf Hütter                                 | 6:10 |
| 4. | Trans-Europe Express | Ralf Hütter, Emil Schult                    | 6:40 |
| 5. | Metal on Metal       | Ralf Hütter                                 | 6:52 |
| 6. | Franz Schubert       | Ralf Hütter                                 | 4:25 |
| 7. | Endless Endless      | Ralf Hütter, Florian Schneider              | 0:45 |

| 1. | Europe Endless       | 9:35 |
| 2. | Hall of Mirrors      | 7:50 |
| 3. | Showroom Dummies     | 6:10 |
| 4. | Trans-Europe Express | 6:40 |
| 5. | Metal on Metal       | 6:52 |
| 6. | Franz Schubert       | 4:25 |
| 7. | Endless Endless      | 0:45 |

| 1. | Europa Endlos        | 9:41 |
| 2. | Spiegelsaal          | 7:56 |
| 3. | Schaufensterpuppen   | 6:17 |
| 4. | Trans-Europa Express | 6:36 |
| 5. | Metall auf Metall    | 1:46 |
| 6. | Abzug                | 5:18 |
| 7. | Franz Schubert       | 4:25 |
| 8. | Endlos Endlos        | 0:45 |

## Classements
| Classement (1977)            | Meilleure position |
| ---------------------------- | ------------------ |
| Allemagne (Media Control AG) | 32                 |
| France (SNEP)                | 2                  |
| Italie (FIMI)                | 8                  |
| Suède (Sverigetopplistan)    | 32                 |